# Véronique Mang
Véronique Mang (França, 15 de desembre de 1984) és una atleta francesa, especialitzada en la prova de 4x100 m en la qual va arribar a ser subcampiona olímpica el 2004.

## Carrera esportiva
Als Jocs d'Atenes de 2004 va guanyar la medalla de bronze en els relleus 4x100 metres, amb un temps de 42,54 segons, arribant a la meta després de Jamaica i Rússia, sent les seves companyes d'equip: Muriel Hurtis, Sylviane Félix i Christine Arron.
Cinc anys després, al Campionat Europeu d'Atletisme de 2010 va guanyar la medalla de plata en la mateixa prova, amb un temps de 42,45 segons, arribant a meta després d'Ucraïna i per davant de Polònia (bronze). A més va guanyar la medalla de plata en els 100 metres, amb un temps d'11,11 segons, arribant a meta després de l'alemanya Verena Sailer (or amb 11,10 s) i per davant del seu compatriota la també francesa Myriam Soumaré (bronze).